# Raquel del Rosario Macías
Raquel del Rosario Macías (3 de novembre de 1982, Gran Canaria (Espanya) és la cantant del grup espanyol de pop El Sueño de Morfeo. Va participar com a actriu a tres capítols de la sèrie de televisió Los Serrano. L'any 2013 amb la seva banda, El Sueño de Morfeo, representa Espanya al Festival d'Eurovisió amb el tema Contigo hasta el final.

## Discografia
- “El sueño de Morfeo” (2005)
- “Nos vemos en el camino” (2007)
- “Cosas que nos hacen sentir bien” (2009)